# Nathan Bamberger

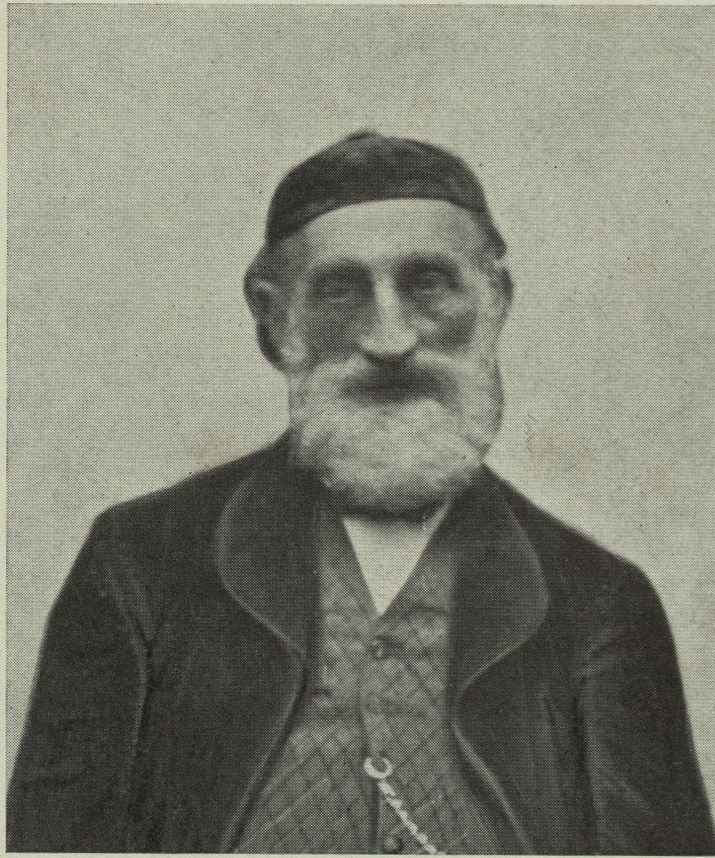
Nathan Bamberger

Nathan Bamberger (* 1. Februar 1842 in Würzburg; † 27. April 1919 ebenda) war von 1878 bis 1919 Rabbiner des Distriktsrabbinats Würzburg und vertretungsweise auch von 1899 bis 1902 des Distriktsrabbinats Bad Kissingen.

## Leben
Nathan Bamberger war ein Sohn des bekannten Würzburger Rabbiners Seligmann Bär Bamberger (1807–1878) und der Kela Wormser (1804–1881). Seinen Vater hatte er bereits zu dessen Lebzeiten in seinem Amt als Distriktsrabbiner unterstützt. Unmittelbar nach dessen Tod wurde er seines Vaters Nachfolger, zunächst für zwei Jahre kommissarisch als Rabbinatsverweser, dann ab 1880 als mit den Stimmen der orthodoxen Mehrheit gewählter Distriktsrabbiner von Würzburg. Während seiner 40-jährigen Amtszeit baute er das Wohlfahrtswesen seiner jüdischen Gemeinde aus. Es entstanden ein Kranken- und Pfründnerhaus (1884) in der Dürerstraße sowie ein Kindergarten für die Kinder minderbemittelter Eltern.
Der strenggläubige Nathan Bamberger galt wie sein Vater als „eine beeindruckende Persönlichkeit, überzeugt von der orthodoxen Religiosität und engagiert für die jüdischen Gemeinden in Palästina, für deren Unterstützung er in seiner 40-jährigen Amtszeit rund 2,5 Millionen Reichsmark sammelte“. Politisch war er loyal gegenüber der bayerischen Monarchie, aber auch dem deutschen Kaisertum. Während des Ersten Weltkriegs rief er die jüdische Gemeinde zur Zeichnung von Kriegskrediten (am 7. April 1918 zu Zeichnung der achten Kriegsanleihe) auf.
Er war als Nachfolger seines Vaters auch Leiter der Jeschiwa und Vorsitzender der Israelitischen Lehrerbildungsanstalt (ILBA) in Würzburg, ab 1884 in der Domerpfaffengasse (heute Bibrastraße).
Bamberger übernahm vertretungsweise zwischen dem Tod seines Bruders Moses Löb Bamberger im Jahr 1899 und dem Amtsantritt seines Neffen Seckel Bamberger im Jahr 1902 zusätzlich auch noch deren Aufgabe als Distriktsrabbiner von Bad Kissingen.
Er war verheiratet mit Chana Perlstein (1850–1944). Seine Nachfolge als Distriktsrabbiner übernahm im März 1920 der ebenfalls orthodoxe Siegmund Hanover, welcher 1939 emigrierte.

## Veröffentlichungen
- Rabbiner Seligmann Bär Bamberger, dessen Leben und Wirken. Würzburg 1897.
- Die Israelitische Lehrer-Bildungsanstalt in Würzburg.
- Leitfaden für den Religionsunterricht in der israelitischen Schule.
- Lekute Ha’levi. Die synagogalen Gebräuche der Gemeinde Würzburg mit Erläuterungen und Zusätzen. Berlin-Frankfurt 1907.
- Basic guide to Judaism. Überarbeitet, übersetzt und herausgegeben von seinem Enkel Nathan Bamberger jr., New York 1958.